# На следующее утро
«На следующее утро» (англ. The Morning After) — кинофильм 1986 года, детектив режиссёра Сиднея Люмета. Фильм показывался в советском прокате.

## Сюжет
Немолодая актриса Алекс Стернберген просыпается утром с тяжёлого похмелья и обнаруживает рядом с собой труп мужчины с ножом в груди. Алекс не может вспомнить события вчерашнего дня, но точно знает, что убить она не могла. Понимая, что она главная подозреваемая, Алекс пытается скрыться. Она случайно встречается с отставным полицейским Тёрнером Кендалом, который решает помочь Алекс.

## В ролях
- Джейн Фонда — Алекс
- Джефф Бриджес — Тёрнер Кендал
- Рауль Хулиа — Хоакин Манеро
- Кэти Бейтс — камео

## Премии и номинации
- 1987 — номинация на премию Оскар
  - главная женская роль (Джейн Фонда).